# Domenico Mogavero

Domenico Mogavero (nascido em 31 de março de 1947 em Castelbuono ) é Bispo de Mazara del Vallo e ex-membro da Conferência Episcopale Siciliana.